# Bogomilți, Razgrad
Bogomilți (în bulgară Богомилци) este un sat în comuna Samuil, regiunea Razgrad,  Bulgaria. 

## Demografie
Componența etnică a satului Bogomilți
     Turci (97,83%)
     Nicio identificare (2,16%)
     Altele (0%)
La recensământul din 2011, populația satului Bogomilți era de 277 locuitori. Din punct de vedere etnic, majoritatea locuitorilor (97,83%) erau turci. Pentru 2,16% din locuitori nu este cunoscută apartenența etnică.